# Die Corleones
Die Corleones (engl. Originaltitel: "The Family Corleone") ist ein Roman von Edward Falco nach dem Drehbuch von Mario Puzo, dem Autor von Der Pate.
Als Mario Puzo 1999 starb, hinterließ er die Vorgeschichte zu Der Pate in Form eines Drehbuches. Edward Falco verarbeitete es zu einem Roman.
Übersetzt wurde das Buch von Hannes Riffel und in Deutschland am 23. Juni 2012 vom Klett-Cotta Verlag veröffentlicht.

## Handlung
Das Buch spielt in der Zeit vom Winter 1933 bis Frühling 1934 in New York. Zu dieser Zeit macht die Great Depression der Bevölkerung Schwierigkeiten, doch der illegale Alkoholhandel boomt umso mehr. Diese Situation nutzt der 41-jährige Vito Corleone, um neben seinem Olivenölhandel Geld zu verdienen. Als 1933 die Prohibition in den Vereinigten Staaten ein Ende findet, muss Vito neue Geschäftszweige erschließen und vor allem seine bisherigen Geschäfte, zum Beispiel im Glücksspielhandel, gegen andere italienische Familien und irische Banden verteidigen.
Hinzu kommen noch familiäre Probleme: Vitos Sohn Sonny Corleone weiß, dass der Olivenölhandel seines Vaters nur eine Tarnung ist und möchte in die illegalen Geschäfte einsteigen, statt weiter seiner Karriere in der Automobilbranche nachzugehen. Dabei scheut er sich nicht dem mächtigsten Don in die Quere zu kommen.
Vitos Ziehsohn Tom Hagen schläft mit der Freundin von Luca Brasi, einem gefährlichen und gefürchteten Mann, der Tom deswegen umbringen möchte.
All diese Probleme muss Vito Corleone im Verlauf der Geschichte bewältigen, um seine Familie zu verteidigen und um sich schließlich gegen alle Familien und Banden durchzusetzen und der Don zu werden, der er in Der Pate ist.